# Can Florit de Sant Genís
Can Florit de Sant Genís és una masia gòtica de Palafolls (Maresme) inclosa a l'Inventari del Patrimoni Arquitectònic de Catalunya.

## Descripció
És una petita masia situada davant l'església de sant Genís de Palafolls, formant el petit nucli de Sant Genís. Masia coberta a dues vessants amb el carener perpendicular a la façana. El portal d'accés és de mig punt adovellat i centra la composició de la façana, al seu damunt hi ha una finestra esculpida amb llinda amb arquets lobulats. Queden restes de l'arrebossat original a la façana.